# Surányi József (labdarúgó)
Surányi József, Schuch (Dorog, 1939. február 14. –) labdarúgó, a Dorog-Wendlingen Baráti Egyesület alapító tagja, majd elnökségi tagja, közéleti személyiség.

## Pályafutása
Szülővárosának egyesületében, a Dorogi AC utánpótlás csapatában lett igazolt játékos és saját nevelésű labdarúgóként 1957-ben mutatkozott be a felnőtt csapatban. Teljes pályafutását a dorogiak játékosaként töltötte, valamennyi mérkőzését az NB I-ben játszotta. A labdarúgás mellett a Szolgáltató Üzem dolgozója volt Dorogon. 1964-ben elhagyta az országot és a Német Szövetségi Köztársaságban telepedett le. Nyugdíjazásig a tartományi központi számítógépes rendszer technikai dolgozója volt Stuttgartban. Jelenleg a németországi Wendlingen városában él. Hazájához és szülővárosához azonban hű maradt és folyamatosan ápolta magyar kapcsolatait. Egyik kezdeményezője és alapító tagja volt Wendlingen és Dorog között kialakult baráti, majd testvérvárosi kapcsolat kialakításának. A megalakult Dorog-Wendlingen Baráti Egyesület
elnökségi tagja lett. Napjainkban is gyakori vendég Dorogon.